# 井波町
井波町（いなみまち）は、かつて富山県東礪波郡にあった町。2004年（平成16年）11月1日に井波町を含む8自治体が合併して南砺市が発足し、井波町は廃止された。

## 地理
山岳
- 八乙女山

局地風
- 井波風

### 隣接していた自治体
- 砺波市
- 東礪波郡 福野町、利賀村、井口村、庄川町

## 歴史

### 沿革
- 1889年（明治22年）4月1日 - 町村制の施行により、礪波郡井波町、南山見村、山野村及び高瀬村が発足する。当時の井波町の面積は6.58 km2[2]。
- 1896年（明治29年）4月1日 - 郡制の施行のため、礪波郡が分割して、東礪波郡が発足により、東礪波郡に所属となる。
- 1951年（昭和26年）4月1日 - 東礪波郡南山見村が東礪波郡井波町に編入する。
- 1954年（昭和29年）4月1日 - 東礪波郡井波町及び山野村が合併して、東礪波郡井波町が発足する。
- 1959年（昭和34年）1月1日 - 東礪波郡高瀬村の区域の一部を編入する（区域の残部は東礪波郡福野町が編入する。）。
- 2004年（平成16年）11月1日 - 西礪波郡福光町、東礪波郡福野町、井波町、城端町、平村、上平村、利賀村及び井口村が合併して、南砺市が発足する[1]。

### 主な出来事
- 1969年（昭和44年）5月26日 - 第20回全国植樹祭出席のために来県した昭和天皇、香淳皇后が総合社会福祉センターに行幸啓[3]。

## 産業
- 井波彫刻
井波彫刻は240年の伝統と250名の職人を有し、住宅欄間を主に、獅子頭、置物、パネルなどの木彫刻品を製作している。4年に一度南砺市いなみ国際木彫刻キャンプが行われている。
- 養蚕業

## 祭り
- いなみ太子伝観光祭
- いなみよいやさ祭り
- いなみ国際木彫刻キャンプ
- 高瀬遺跡菖蒲祭り

## 姉妹都市・友好都市
- 滋賀県信楽町（姉妹都市）
- 香川県土庄町（友好都市）

## 娯楽
- 井波劇場 - 映画館（〜1970年代）

## 名所・旧跡・観光スポット
- 閑乗寺スキー場（現・閑乗寺公園）
- 井波別院瑞泉寺
- 高瀬神社
- 木彫りの里
- 井波彫刻総合会館
- 高瀬遺跡
  - 井波歴史民俗資料館（現 南砺市埋蔵文化財センター）
- 八日町通り
- 井波城
- 黒髪庵